# Quick Pass
Quick Pass is een in 2008 ingevoerd snelpassysteem in het Duitse attractiepark Phantasialand waarbij een deel van de wachtrij bij een aantal attracties kan worden overgeslagen.
De Quick Pass is tegen bijbetaling (€10) verkrijgbaar bij de gastenservice op de Kaisersplatz (themagebied Berlin) en per pas mag er maximaal twee keer voorgedrongen worden. De Quick Pass kent bij de attracties Talocan, Chiapas en Maus au Chocolat een aparte Quick-Pass-ingang. Voor de coronacrisis mocht de Quick Pass ook bij River Quest gebruikt worden. De 7 toegestane attracties:
- Talocan
- Winja's Fear & Winja's Force
- Colorado Adventure
- Maus au Chocolat
- Chiapas

Quick Pass plus (€20) (hebben ook een aparte ingang)
- Taron
- Black Mamba (alleen 2e – 8e zitrij)